# Paweł Juszczenko
Paweł Juszczenko lub też Paweł Juszczenko-Reson (ur. 27 września 1944 w Warszawie, zm. 17 lutego 2022 w Sopocie) – polski gitarzysta, członek zespołu Niebiesko-Czarni.

## Życiorys
Karierę zaczynał w gdańskim zespole ABC rocka. Po nagłej śmierci gitarzysty zespołu Elektron dołączył również do składu tego zespołu w którym występował u boku Jerzego Kosseli, Bernarda Dornowskiego, Marka Szczepkowskiego, Henryka Zomerskiego i Daniela Danielowskiego. Juszczenko był również członkiem pierwszego składu zespołu Niebiesko-Czarni. Następnie kontynuował karierę jako gitarzysta jazzowy. W 1966 zdobył wyróżnienie na III Ogólnopolskim Festiwalu Zespołów i Wokalistów Jazzowych „Jazz nad Odrą”. Publikował również w miesięczniku Jazz.
Zmarł 17 lutego 2022. Został pochowany na cmentarzu komunalnym w Sopocie.